# Bensonella
Bensonella is een geslacht van weekdieren uit de klasse van de Gastropoda (slakken).

## Soort
- Bensonella plicidens (Benson, 1849)